# Merab Kostava
Merab Kostava (gruzijski: მერაბ კოსტავა; Tbilisi, 26. svibnja 1939. – Boriti, 13. listopada 1989.) bio je gruzijski glazbeni pedagog, pjesnik i disident, jedan od vođa gruzijskog pokreta za neovisnost, s prvim demokratski izabranim predsjednikom Gruzije Zvijadom Gamsahurdijem, s kojim je u mladosti bio politički zatvorenik KGB-a zbog protusovjetske djelatnosti. Po nacionalnosti je Gruzijac, iz lokalne skupine Mingrela. 
Diplomirao je na Državnom konzervatoriju u Tbilisiju 1962. te je do 1977. predavao u jednoj tbiliškoj glazbenoj školi. Zajedno s Gamsahurdijem 1973. osniva Skupinu za zaštitu ljudskih prava, a od 1975. bio je član Amnesty Internationala. Ponovno je uhićen 1977. i poslan na desetogodišnju robiju u Sibir. Nakon Devetotravanjske tragedije treći je put uhićen i pušten tek nakon 45 dana.
Bio je zauzet u samizdatskoj djelatnosti i suizdavač oporbenjačkog glasila Zlatno runo, u kojem je objavljivao književne uratke i znanstvene radove. 
Poginuo je u automobilskom sudaru u listopadu 1989., ne dočekavši gruzijsku neovisnost. Posmrtno je 2013. odlikovan najvišim državnim odlikovanjem, a po njemu su nazvane ulice u Tbilisiju i Batumiju.